# Australaziatische PGA Tour 2012
De Australaziatische PGA Tour 2012, of de PGA Tour of Australasia 2012, was het 39ste seizoen van de Australaziatische PGA Tour die in 1973 officieel opgericht werd als de PGA Tour of Australia. Het seizoen begon met het Victorian Open, in januari 2012, en eindigde met het Australian PGA Championship, in december 2012. Er stonden 13 toernooien op de agenda.

## Kalender
| Data  | Data  | Toernooi                                          | Stad                          | Winnaar              | Score | Score | Info                 |
| ----- | ----- | ------------------------------------------------- | ----------------------------- | -------------------- | ----- | ----- | -------------------- |
| 05-01 | 08-01 | Subaru Victorian Open                             | Melbourne, Victoria           | Scott Arnold         | 272   | –12   |                      |
| 16-01 | 19-01 | Adroit Insurance Group Victorian PGA Championship | Creswick, Victoria            | Gareth Paddison      | 272   | –16   |                      |
| 23-02 | 26-02 | Coca-Cola Queensland PGA Championship             | Toowoomba, Queensland         | Andrew Tschudin      | 199   | –11   | 54-holes (regenweer) |
| 29-03 | 01-04 | New Zealand PGA Pro-Am Championship               | Christchurch, New Zealand     | Michael Hendry       | 272   | –16   |                      |
| 26-09 | 29-09 | South Pacific Golf Open Championship              | Noumea, Nieuw-Caledonië       | Brad Shilton         | 271   | –13   |                      |
| 11-10 | 14-10 | Western Australia PGA Championship                | Kalgoorlie, Western Australia | Peter Wilson         | 283   | –5    |                      |
| 18-10 | 21-10 | ISPS Handa Perth International                    | Karrinyup, Western Australia  | Bo Van Pelt          | 272   | –16   | Nieuw toernooi       |
| 25-10 | 28-10 | Western Australian Open                           | Perth, Western Australia      | Oliver Goss am       | 272   | –16   |                      |
| 15-11 | 18-11 | Talisker Masters                                  | Melbourne, Victoria           | Adam Scott           | 271   | –17   |                      |
| 22-11 | 25-11 | BMW New Zealand Open                              | Christchurch, Nieuw-Zeeland   | Jake Higginbottom am | 281   | –7    |                      |
| 29-11 | 02-12 | New South Wales PGA Championship                  | Wollongong, New South Wales   | Matt Stieger         | 273   | –15   |                      |
| 06-12 | 09-12 | Emirates Australian Open                          | Sydney, New South Wales       | Peter Senior         | 284   | –4    | [ noot 2 ]           |
| 13-12 | 16-12 | Australian PGA Championship                       | Sunshine Coast, Queensland    | Daniel Popovic       | 272   | –16   | [ noot 2 ]           |

| po = winnaar na play-off |  | am = amateur |